# JR北海道731系電聯車
JR北海道731系電聯車為北海道旅客鐵道（JR北海道）所使用的交流電電聯車，從1996年開始行駛於札幌地区的郊区。

## 编成
截至2016年10月1日，共有21組（每編組3輛車）營運中，編號為 G-101 至 G121，基地為札幌車輛基地。每編組三輛車，兩端為無動力駕駛車，中間車為動力車。
| 车号                | 1           | 2            | 3           |
| ------------------- | ----------- | ------------ | ----------- |
| 形式                | Tc'         | M            | Tc          |
| 编号                | クハ731-100 | モハ 731-100 | クハ731-200 |
| 載客量（总数/座位） | 141/50      | 151/52       | 143/50      |

第2車装有一个N-PS785单臂集電弓。 

## 内部
座位為全纵向長椅，没有早期721系電聯車的玄關区域。  

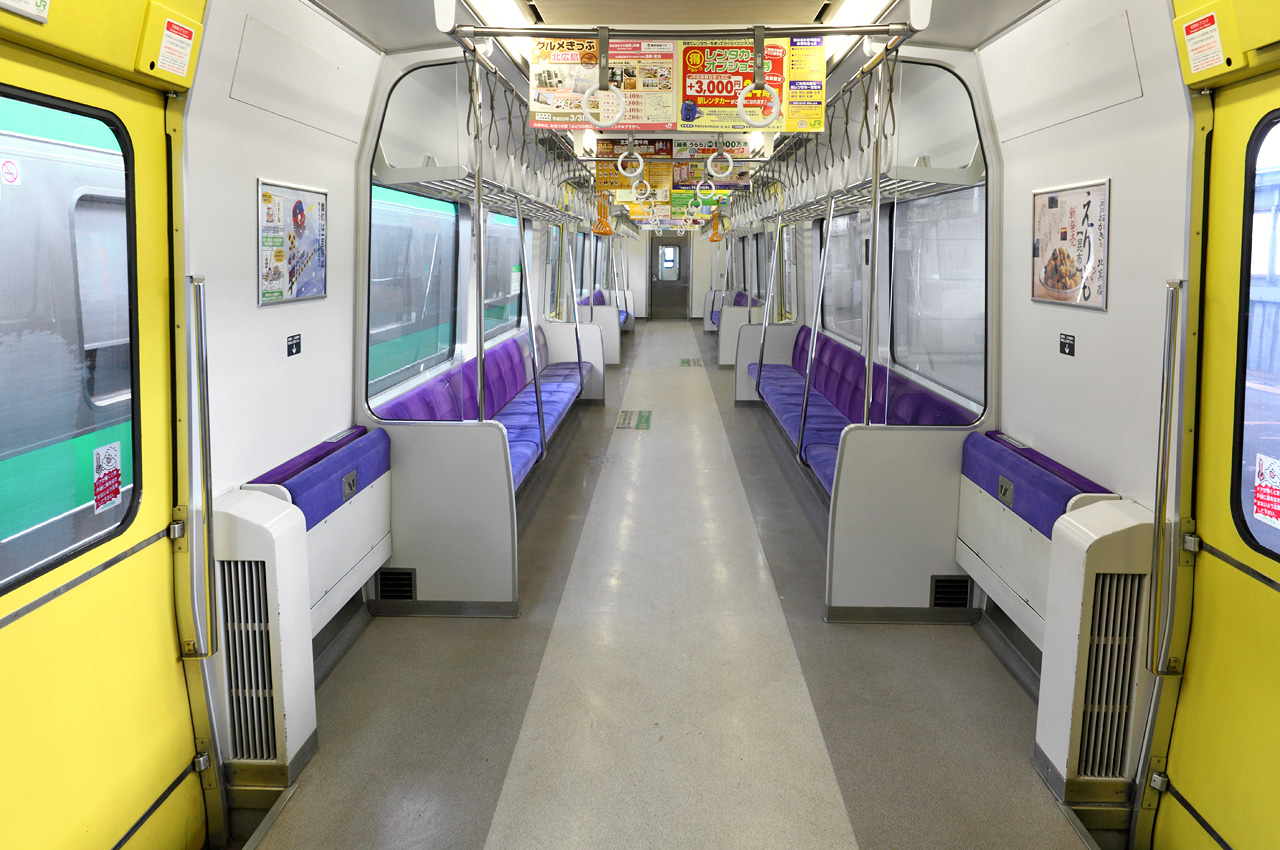
2010年2月的車廂内部

## 历史

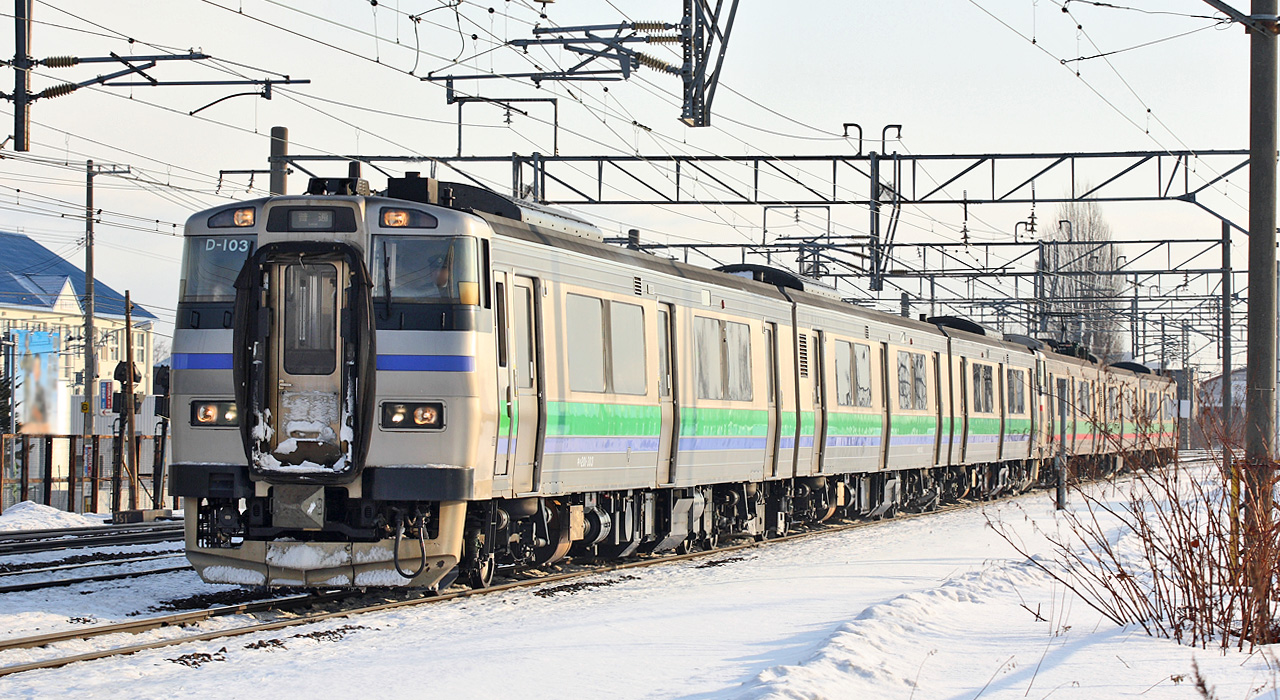
KiHa 201系列柴聯車与731系電聯車的聯結運轉，2009年1月

在1996年至2006年之间，共交付21組車（63輛）至札幌車輛基地，第一組車於1996年12月24日入役。 
从1997年3月22日的時刻表修订开始，在某些路线上，有731系電聯車与KiHa 201系列柴聯車聯結运行。 
在2002年添加了聚碳酸酯窗户保护装置，并在2004年至2005年之间用单臂集電弓取代原始集电弓。 